# Héricourt-sur-Thérain
Héricourt-sur-Thérain – miejscowość i gmina we Francji, w regionie Hauts-de-France, w departamencie Oise.
Według danych na rok 1990 gminę zamieszkiwały 73 osoby, a gęstość zaludnienia wynosiła 17 osób/km² (wśród 2293 gmin Pikardii Héricourt-sur-Thérain plasuje się na 924. miejscu pod względem liczby ludności, natomiast pod względem powierzchni na miejscu 941.).